# Диоксотетрацианоренат калия
Диоксотетрацианоренат калия — неорганическое соединение, соль щелочного металла калия и диоксотетрацианорениевой кислоты формулой K3[ReO2(CN)4]. При нормальных условиях представляет собой оранжевые кристаллы, хорошо растворимые в воде.

## Получение
- Обработка гексахлороренита калия раствором цианида калия в присутствии пероксида водорода;
- Реакция оксопентахлорорената калия со спиртовым раствором цианида калия;
- Восстановление перрената калия в присутствии KCN;
- Окисление цианидом калия вещества K4[ReO2(CN)4].

## Свойства
Диоксотетрацианоренат калия образует кристаллы цвета кремового, оранжевого или коричневого, тригональной сингонии, пространственная группа P 1, параметры ячейки a = 0,7470 нм, b = 0,7597 нм, c = 0,6329 нм, α = 105,37°, β = 110,20°, γ = 114,63°, Z = 1.
Хорошо растворяется в воде, устойчив в щелочах, в кислотах разрушается.